# ران گودوین
ران گودوین (انگلیسی: Ron Goodwin؛ ۱۷ فوریهٔ ۱۹۲۵ – ۸ ژانویهٔ ۲۰۰۳) موسیقی‌دان اهل بریتانیا بود. وی بین سال‌های ۱۹۴۸ تا ۲۰۰۳ میلادی فعالیت می‌کرد.

## گزیدهٔ آثار
- جنون (۱۹۷۲)
- نبرد بریتانیا (۱۹۶۹)
- جایی که عقاب‌ها جرئت پیدا می‌کنند (۱۹۶۸)
- دام (۱۹۶۶)
- سحرخیز (۱۹۶۵)
- عملیات کراسبو (۱۹۶۵)
- جنایت‌هایی به ترتیب الفبا (۱۹۶۵)
- مردان پرابهت در طیاره‌های پرسرعت (۱۹۶۵)
- من خوبم جک (۱۹۵۹)